# Paul Gallagher (labdarúgó)
Paul Gallagher (Glasgow, 1984. augusztus 9. –) skót labdarúgó.

## Külső hivatkozások
- Paul Gallagher pályafutásának statisztikái a Soccerbase oldalon (angolul)